# Aeroportul Municipal Gordon
Aeroportul Municipal Gordon (IATA: GRN, ICAO: KGRN, FAA LID: GRN) este un aeroport din Nebraska, Statele Unite ale Americii.
Situat la o altitudine de 1.085,72808 m, aeroportul dispune de 2 piste.

## Infrastructură

### Piste
Aeroportul dispune de 2 piste. Pista 04/22 are suprafața de asfalt și dimensiunile 5.196 picioare × 75 picioare. Pista 11/29 are suprafața de asfalt și dimensiunile 2.284 picioare × 50 picioare. 